# Actinopus scalops
Actinopus scalops är en spindelart som först beskrevs av Simon 1889.  Actinopus scalops ingår i släktet Actinopus och familjen Actinopodidae.
Artens utbredningsområde är Venezuela. Inga underarter finns listade i Catalogue of Life.